# John Germain (1er baronnet)
John Germain, 1er baronnet (v. 1650 mai - 11 décembre 1718) est un militaire britannique d'origine néerlandaise et homme politique qui siège à la Chambre des communes entre 1713 et 1718. Il est impliqué dans une liaison notoire avec la duchesse de Norfolk et est devenu très riche.

## Biographie

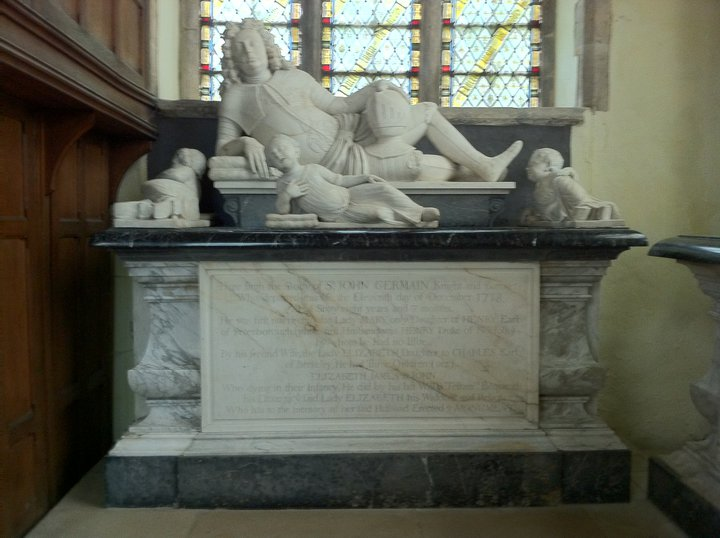
Mémorial de Sir John Germain dans l'église St Peter, Lowick

Il est le fils de John Germain, qui sert dans les Lifeguards, et de son épouse Mary Moll qui est la maîtresse de Guillaume II d'Orange-Nassau. Il serait un demi-frère illégitime de Guillaume III d'Angleterre, et il a lui-même encouragé cette rumeur. Il n'a pas reçu une bonne éducation et est tout à fait ignorant, mais est un soldat prospère et réussi à acquérir une fortune. Il est décrit par John Evelyn comme «un joueur néerlandais. . . qui a beaucoup gagné en jouant ». 
En 1685, Germain est en Angleterre et commence une liaison avec Mary Howard, duchesse de Norfolk, épouse d'Henry Howard (7e duc de Norfolk). Après que le duc les ait découvert, Germain retourne en Hollande, pour revenir avec le roi William en 1688. Il jouit de la faveur de William et, en 1689, il est aide de camp du commandant néerlandais en Flandre. Son frère est marchand à Londres et est nommé commissaire aux licences de vin en Angleterre. Germain est naturalisé en 1689 et participe à la campagne du roi en Irlande. Il reprend sa liaison avec la duchesse de Norfolk et, en 1692, le duc tente de la faire divorcer par acte du Parlement, mais elle s'y oppose afin de défendre son héritage, avec l'aide de son père Henry Mordaunt (2e comte de Peterborough). Le projet de loi est rejeté par la Chambre des lords en insistant pour que les accusations soient d'abord prouvées devant un tribunal inférieur. Le duc intente donc une action très médiatisée pour conversation criminelle contre Germain sur le banc de roi en demandant un dédommagement de 100000 £. Il gagne son procès, mais le jury n'accorde que 66 £ de dommages et intérêts . 

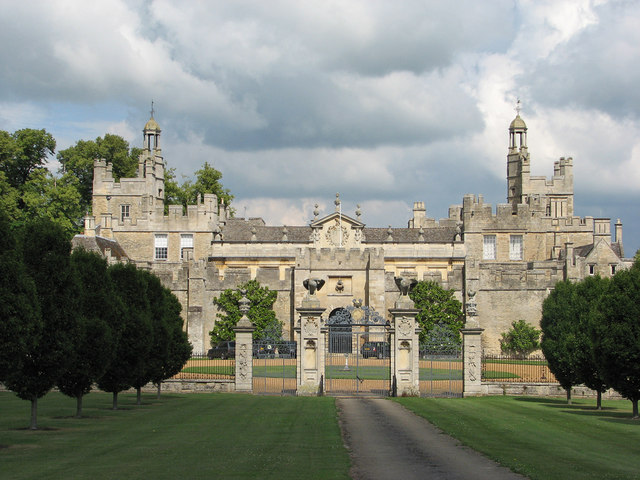
Drayton House, Northamptonshire

Germain est fait chevalier le 26 février 1698 et créé baronnet le 25 mars 1698. Après une bataille de 8 ans, le duc obtient finalement le divorce en 1700. La duchesse, qui hérite du domaine de Drayton, Northamptonshire et comme baronne Mordaunt à la mort de son père, épouse Germain le 15 septembre 1701. À sa mort, le 17 novembre 1705, il hérite de Drayton House. Il se remarie avec Lady Elizabeth ("Betty") Berkeley en octobre 1706. Le 3e comte de Peterborough réclame Drayton, mais en novembre 1707, une affaire au banc de la reine est tranchée en faveur de Germain. Il s'implique dans plusieurs projets infructueux pour résoudre les difficultés de la Royal African Company. En 1709, il est proposé comme candidat à l'élection partielle de Weobley mais ne se présente pas au scrutin. 
Aux élections générales de 1713, Germain est élu député de Morpeth. Il est classé Whig et vote contre l'expulsion de Richard Steele le 18 mars 1714. Il ne se présente pas aux élections générales de 1715. Il est réélu sans opposition en tant que député de Totnes lors d'une élection partielle le 22 avril 1717, après la mort d'Arthur Champernowne. 
Germain meurt «d'une mortification dans le dos» le 11 décembre 1718 à l'âge de soixante-huit ans. Il encourage sa femme à se remarier ou à laisser la succession aux enfants de son ami Lionel Sackville, 1er duc de Dorset. Elle lui survit jusqu'en 1769, passant la majeure partie du reste de sa vie avec le duc et la duchesse de Dorset à Knole House. Elle laisse le domaine Drayton à Lord George Sackville, qui adopte le nom de famille Germain. Il y a des monuments commémoratifs pour John Germain, ses deux épouses et ses trois enfants (décédés jeunes) à l'église St Peter, Lowick, Northamptonshire. 